# Феноза, Апеллес

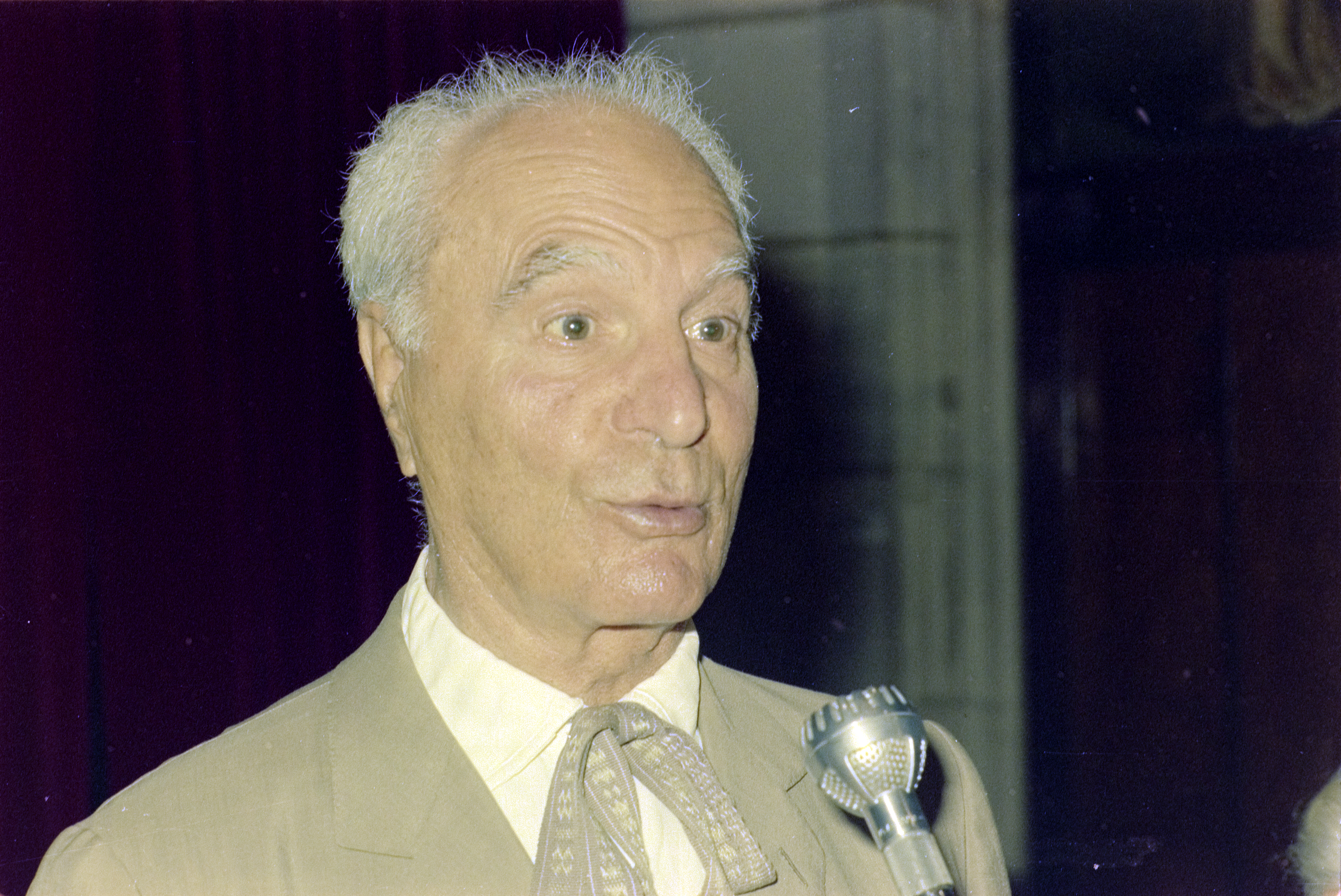
Апеллес Феноза (1982).

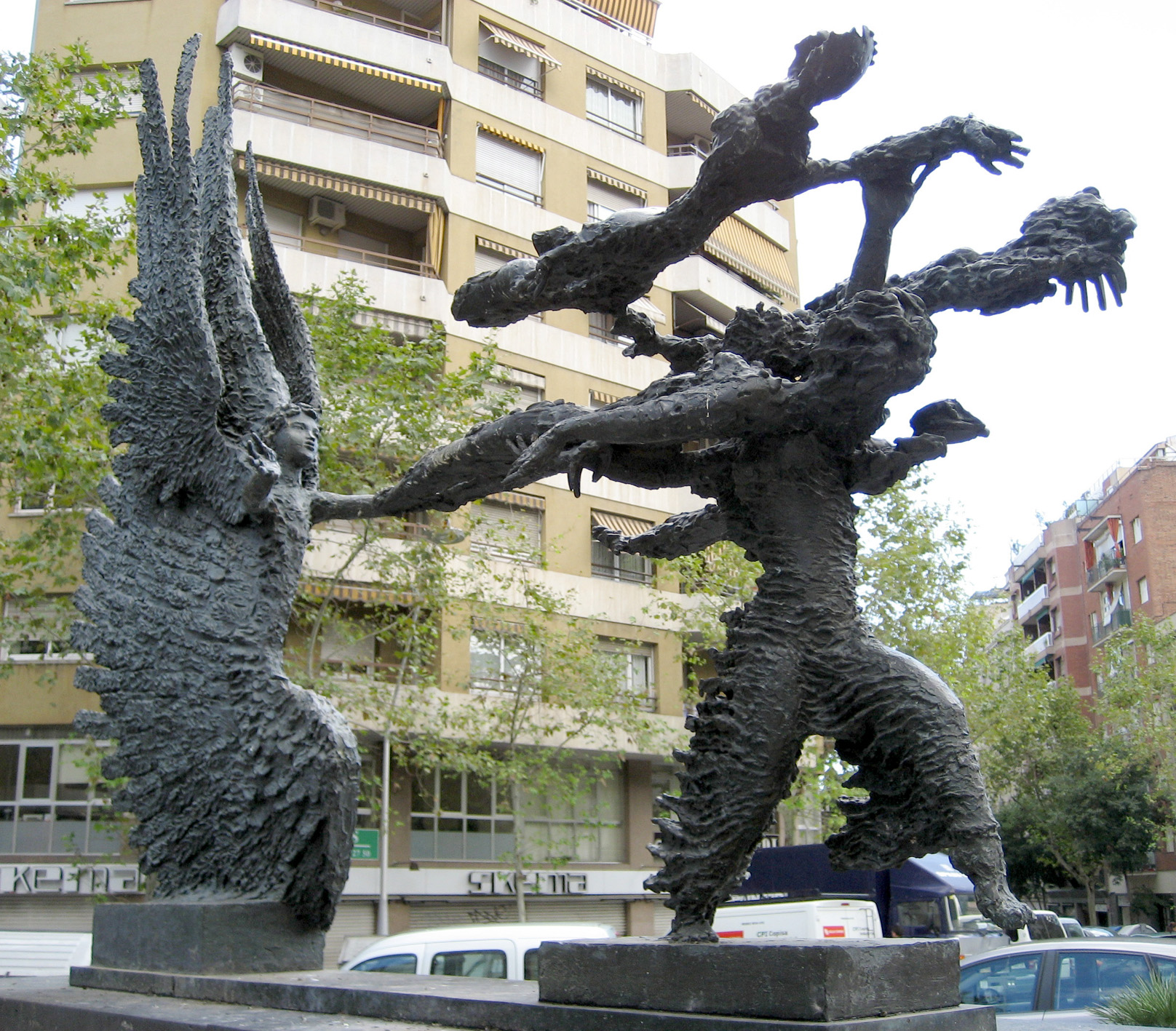
Погожий день, бегущий за Бурей. Скульптура Апеллеса Феноза на проспекте Гауди в Барселоне

Апеллес Феноза (кат. Apel·les Fenosa i Florensa, 16 мая 1899, Барселона — 25 марта 1988, Париж) — каталонский и французский скульптор, работал во Франции.

## Биография
Работал в мастерской каталонского скульптора Энрике Казановаса. В 1917 основал группу Эволюционисты. В 1921 переехал в Париж, сблизился с Пикассо и другими парижскими художниками-авангардистами. Первая персональная экспозиция состоялась в 1924 в Париже, предисловие к её каталогу написал Макс Жакоб. Феноза участвовал в выставках в Барселоне и Париже, в 1936 принимал участие в Венецианской биеннале. После победы франкистов с 1939 окончательно обосновался во Франции.
Работы Феноза были представлены на индивидуальных и коллективных выставках в Париже, Лондоне, Барселоне, Мадриде, Праге, Нью-Йорке, Токио, Осаке и др. городах мира. Предисловия к его каталогам писали Элюар, Кокто, Сюпервьель, Жозеп Карне, Франсис Понж, Пабло Неруда, Роже Каюа, Сальвадор Эсприу. 
Большие ретроспективные выставки скульптора проходили в Мадриде (Национальная библиотека, 1979), Париже (Музей Родена, 1980), Барселоне (Дворец Вице-королевы, 1983—1984).

## Избранные работы
- 1923 Гитаристка
- 1925 Сидящая женщина. Париж
- 1929 Пальмира. Париж
- 1930 Лежащая женщина
- 1931 Девушка на балконе. Барселона
- 1938 Лерида
- 1939 Жан Кокто в шарфе
- 1939 Жан Маре
- 1944 Памятник мученикам Орадура
- 1950 Метаморфозы сестёр Фаэтона. Фонд Апеллеса Феноза, Эль Вендрель (Таррагона)
- 1951 Офелия. Фонд Апеллеса Феноза, Эль Вендрель (Таррагона)
- 1957 Христос. Церковь Христа-Царя, Фрибур
- 1957 Буря, убегающая от Погожего Дня
- 1961 Женщина со вскинутыми руками. Фонд Апеллеса Феноза, Эль Вендрель (Таррагона)
- 1966 Николь в шляпке
- 1971 Неистовый Роланд. Фонд Апеллеса Феноза, Эль Вендрель (Таррагона)
- 1972 Полифем. Доль, Юра
- 1973 Весна. Фонд Апеллеса Феноза, Эль Вендрель (Таррагона)
- 1973 Сфинкс. Париж
- 1977 Памятник Пабло Казальсу. Барселона
- 1977 Рельеф «Святой Георгий». Центр каталонских исследований, Париж
- 1978 Погожий день, бегущий за Бурей. Проспект Гауди, Барселона и площадь Дефанс, Париж
- 1987 Офелия. Площадь Дефанс, Париж

## Признание
Скульптору посвящена книга стихов Сальвадора Эсприу Образы и слова (1975). Он — лауреат премии ЮНЕСКО Образование ради мира (1981). Золотая медаль Сообщества Каталония (1982), Орден Почётного легиона (1983), Золотая медаль Барселоны (1987).
С 1982 лауреатам Барселонской литературной премии Жуана Крешельса вручается статуэтка Атенея работы скульптора.

## Каталоги произведений
- Apel·les Fenosa: catalogue raisonné de l'œuvre sculpté. Paris: Flammarion; Barcelona: Polígrafa, 2002
- Fenosa y Picasso. Barcelona: Editorial Mediterrania, 2004